# Міженець (заповідне урочище)
Міжене́ць — заповідне урочище місцевого значення в Україні. Розташоване в межах Старосамбірського району Львівської області, на північний схід від села Міженець. 
Площа 8,7 га. Оголошено згідно з рішенням Львівської облради від 9.10.1984 року № 495. Перебуває у віданні ДП «Старосамбірський лісгосп» (Міженецьке лісництво, кв. 10, вид. 9, 10). 
Статус надано з метою збереження частини лісового масиву з високопродуктивним насадженням дуба північного, що зростає серед мальовничих ландшафтів Передкарпаття. 